# John Worrall (philosophe)
Pour les articles homonymes, voir John Worrall et Worall.
John Worrall (né le 27 novembre 1946) est un philosophe britannique.

## Biographie
Il est professeur de philosophie des sciences à la London School of Economics depuis 1998.
Il est, de 1974 à 1983, le directeur de la publication du British Journal for the Philosophy of Science.
Il s'est intéressé notamment au réalisme structurel.

## Publications principales
- Why Science Discredits Religion, in M.Peterson & R. Vanarragon (eds), Contemporary Debates in Philosophy of Religion, Blackwell, 2004
- Normal Science and Dogmatism, Paradigms and Progress: Kuhn ‘versus’ Popper and Lakatos, in T.Nickles (ed), Thomas Kuhn, Cambridge University Press, 2003
- What Evidence in Evidence-Based Medicine, Philosophy of Science, septembre 2002
- (avec E. Scerri) Prediction and the periodic table, in History and Philosophy of Science, Vol 32/3, 2001
- Kuhn, Bayes and "Theory-Choice": How Revolutionary is Kuhn's Account of Theoretical Change?, in R. Nola & H. Sankey (eds), After Popper, Kuhn and Feyerabend: Recent Issues, in Theories of Scientific Method, 2000
- The Scope, Limits and Distinctiveness of the Method of "Deduction from the Phenomena": Some Lessons from Newton's "Demonstrations" in Optics, The British Journal for the Philosophy of Science, 2000
- Two Cheers for Naturalised Philosophy of Science, Science and Education, juillet 1999
- Structural Realism: the Best of Both Worlds, in D.Papineau (ed), The Philosophy of Science, Oxford, 1996
- Routledge Encyclopaedia of Philosophy (supervision des articles relatifs à la philosophie des sciences), Routledge, 1998
- Philosophy and Natural Science, in A C Grayling (Ed.), Philosophy 2. Further through the subject, Oxford University Press, 1998
- Revolution in Permanence: Karl Popper on theory-change in science, Karl Popper: Problems and Philosophy, CUP, 1995
- The Ontology of Science (Ed.), Dartmouth Publishing Co, 1994